# 噁唑烷
噁唑烷（Oxazolidine）是由3个碳、1个氮和1个氧组成的五元环化合物。氧和NH分别在1和3位置。在噁唑烷的衍生物中，在氧和氮之间总会有一个碳，否则就会成为异噁唑烷。与噁唑和噁唑啉相比，噁唑烷的全部碳都被还原了。一些衍生物如噁唑烷二酮被用作抗惊厥剂。

## 双噁唑烷
双噁唑烷（Bisoxazolidines）有两个噁唑烷环，可用作聚氨酯漆中的活性稀释剂。双噁唑烷在水存在的情况下水解成胺和羟基，可以与二异氰酸酯结合形成涂层。

## 异噁唑烷
在异噁唑烷（isoxazolidine）中氮和氧在环中处於1和2位置：
异噁唑烷是异噁唑的相关饱和化合物。